# Чисто англійське вбивство (фільм)
«Чисто англійське вбивство» (рос. «Чисто английское убийство») — радянський двосерійний телевізійний фільм, знятий режисером Самсоном Самсоновим за однойменним романом Сиріла Хейра. Телевізійна прем'єра фільму відбулася 14 грудня 1974 року, в 1976 році був випущений в прокат.

## Сюжет
У фамільний замок лорда Уорбека, в околицях Чатема, на Різдво приїхали родичі і друзі. Несподівано прямо під час вечері на очах у гостей вмирає Роберт Уорбек, єдиний син і спадкоємець старого лорда. Потім сам лорд Уорбек. Потім одна з дам, що гостювала в будинку… Через снігові замети поліція не може прибути, єдиний присутній поліцейський — не слідчий, а охоронець міністра. Іноземець доктор Ботвінк, історик, запрошений лордом Уорбеком попрацювати в його старовинній бібліотеці, виявляється єдиним, хто здатний розібратися у тому, що трапилося. Однак розслідування дуже ускладнюється тим, що практично всі присутні виявляються пов'язані між собою дивними, не найприємнішими і іноді дуже несподіваними відносинами…

## У ролях
- Олексій Баталов —  доктор Ботвінк
- Леонід Оболенський —  лорд Томас Уорбек  (озвучив Андрій Файт)
- Георгій Тараторкін —  Роберт Уорбек, син лорда Уорбека
- Борис Іванов —  сер Джуліус Уорбек, молодший брат лорда Уорбека, міністр фінансів Великої Британії
- Іван Переверзєв —  Бріггс, дворецький  (озвучив Євген Весник)
- Ірина Муравйова —  Сюзанна, дочка Бріггса (озвучила Алла Будницька)
- Файме Юрно —  леді Камілла Прендергест  (озвучила  Ірина Карташова)
- Еугенія Плешкіте —  місіс Карстерс  (озвучила Серафима Холіна)
- Ейнарі Коппель —  сержант Роджерс, Лондонське управління поліції, особиста охорона міністра фінансів (озвучив Юрій Боголюбов)
- Олександр Вігдоров —  Дік, помічник сера Джуліуса Уорбека
- Валерія Меньковська —  графиня Прендергест, мати Камілли
- Володимир Довейко —  Сайкс, помічник і соратник Роберта Уорбека

## Знімальна група
- Режисер постановник — Самсон Самсонов
- Сценарій — Едгар Смирнов, Вадим Юсов
- Композитор — Едуард Артем'єв
- У фільмі звучать мелодії з репертуару оркестру під керуванням Джеймса Ласта (ФРН)
- Оператори-постановники — Євген Гуслинський, Аркадій Чапаєв
- Художники-постановники — Олександр Борисов, Сергій Воронков
- Художник по костюмах — Людмила Кусакова
- Диригент — Емін Хачатурян
- Звукооператор — Володимир Шарун